# Portale del reclutamento
Il portale del reclutamento − detto anche Portale inPA o Portale del reclutamento inPA − è un sito web della pubblica amministrazione italiana che ospita i bandi di concorso assolvendone l'obbligo di pubblicazione obbligatoria.
Previsto dalla legge 19 giugno 2019, n. 56 e disciplinato per la prima volta dal decreto legge 9 giugno 2021, n. 80 convertito in legge 6 agosto 2021, n. 113, ha acquisito le funzioni, di fatto sostituendola, della IV sezione "Concorsi ed Esami" della Gazzetta Ufficiale della Repubblica Italiana.

## Funzionamento
Il sito prevede la registrazione degli utenti privati (i candidati), tramite SPID/CIE/CNS/eIDAS, che avranno così a disposizione una propria area personale tramite cui monitorare le proprie candidature ai bandi pubblicati sul portale. Riconosciuti come identità digitali, potranno presentare domanda di partecipazione senza la necessità di ulteriori modalità di riconoscimento, compilando il form previamente messo a disposizione da inPA e differenziato a seconda dei requisiti previsti in ciascun concorso. 
Il portale consente anche alle pubbliche amministrazioni italiane di registrarsi tramite un'apposita procedura.

## Contenuti
All'interno del Portale sono pubblicati i bandi di concorso, anche a tempo determinato, degli enti pubblici, inclusi quelli di Formez PA; trovano inoltre spazio i bandi di mobilità, gli avvisi per la formazione di elenchi di idonei commissari di concorso, oltre agli avvisi relativi ad incarichi di collaborazione. Dal 2024, è disponibile anche in versione app.